# Битка при Грос Шойерен
Битката при Грос Шойерен е сражение между унгарски въстаници и руски интервенти по време на Унгарската освободителна война от 1848 – 1849 година. Състои се в Трансилвания, недалеч от Херманщат, на 6 август 1849.

## Ход на битката
След поражението си при Шегешвар (днешна Сигишоара) на 31 юли въстаническият командир Юзеф Бем събира наличните си войски и се насочва по обходни пътища в тила на руската армия към Херманщат, където е оставен обозът ѝ. На 5 август Бем отблъсква отряда на генерал Густав Хасфорд (4500 бойци) и овладява града без обоза, своевременно изтеглен от руснаците. Рано на следващото утро унгарците се готвят да подновят атаката срещу Хасфорд, когато в собствения им тил се появяват значителни руски сили. Узнал със закъснение за действията на Бем, командващият руските операции в Трансилвания генерал Александър Лидерс се впуска в преследване и успява да го застигне, като само за три дни войските му изминават 150 km.
Унгарците посрещат Лидерс на около 3 km пред Херманщат, край Грос Шойерен (на немски: Groß Scheueren). Руското превъзходство е близо двукратно в жива сила (15 000 срещу 8000 бойци) и над два пъти в артилерия (44 срещу 18 оръдия). Отбраната на унгарците на позицията край Грос Шойерен е прекършена бързо. Боят продължава известно време в самия Херманщат. По-голямата част от унгарската войска е избита или пръсната. Само Бем успява да се оттегли с около 3000 бойци.
Битката се състои в критичен за унгарското правителство момент, когато последните му сили са притиснати източно от Тиса между австрийските и съюзните им руски войски. Веднага след нея Бем е повикан да поеме командването в Банат. Съпротивата в Трансилвания е преодоляна след по-малко от седмица, когато руснаците пръсват унгарските войски, обсаждащи Карлсбург (днешна Алба Юлия).